# Linas kvällsbok
Linas kvällsbok är en svensk långfilm från 2007 och bygger på journalisten och författaren Emma Hambergs självbiografiska roman med samma namn.

## Handling
15-åriga Lina går i nionde klass och bor i radhus med sin familj i Rödköping (så kallat Dödköping). Fortfarande är hon både okysst, oerfaren och har oskulden kvar. Detta vill hon ändra på och blir ihop med den äldre Danne trots att hon egentligen inte gillar honom, utan mest för att passa in bland sina kompisar, den snygga och populära Thea och den alternativa men våpiga Carro. Lina är övertygad om att Thea och Carro bara är med henne för att se bättre ut i jämförelse. I hemlighet är Lina förälskad i Ivar, en nyinflyttad sjundeklassare med vildvuxet hår och manchesterbyxor som bor på en husbåt med sin alternativa familj och som dessutom sjunger i kör. Lina och Danne dejtar och har fumliga och trevande sexförsök men Lina känner sig blyg, frigid, dum och ensam.

## Om filmen
Emma Hambergs dagboksroman Linas kvällsbok publicerades 2003. Handlingen är baserad på hennes egen uppväxt i Öxnered utanför Vänersborg. Hennes egen uppväxt var fylld av tonårsångest, och filmen är en hyllning till de blyga. Filmen är inspelad i Vänersborg under vintern-våren 2006.

## Skådespelare
- Mylaine Hedreul - Lina Berglund
- Rickard Roxvall - Danne
- Lovisa Onnermark - Carro
- Alice Kastrup-Möller - Thea
- Viktor Axelsson - Ivar
- Adam Lundgren - Lills
- Anna Ulrika Ericsson - Linas mamma
- Johnny Karlsson - Philip
- Linn Blakstvedt - Statist